# 30 septemberrörelsen
30 septemberrörelsen var en indonesisk politisk gruppering bestående av Sukarno-vänliga officerare ledd av överstelöjtnant Untung. Gruppen försökte avvärja Suhartos CIA-understödda statskupp. 30 september 1965 lät gruppen avrätta sex stycken militärer, officerare vilka samarbetat med CIA, vilket gjorde det möjligt för Suharto att få kommunisterna att framstå som kuppmakare och sig själv som Sukarnos försvarare. Detta utlöste terrorn mot landets kommunister.

## Bakgrund och orsaken

### Indonesiens politiska läge under perioden 1959-1965
I början av juli 1959 upplöstes parlamentet av presidenten och flera militära generaler befordrades till viktiga avdelningar vid regeringsmakten och PKI (Indonesiska Kommunistpartiet) gynnas av det här beslutet.
Längre tillbaka var PKI tredje största partiet i hela landet före PNI (Indonesiska Nationalistpartiet) och Masyumi (Sunni-muslimskt forum) med 16% förtroende hos folket.
Sedan år 1961 genomfördes President Sukarno "Riktad demokrati" systemet. PKI uppskattade systemet som en "bra idé" för landet. Soekarno hade alltid gynnat PKI och han litade på dem att de skulle stötta hans bild på landets framtid.
Indonesien var styrt av en ideologi som kallades för nationalism, religion och kommunism eller NASAKOM.
Under perioden "Riktad demokrati" lyckades inte samarbetet mellan PKI-ledningen och borgerliga politiker för att lösa de pressande politiska och ekonomiska problemen. Exportinkomsterna hade minskat kraftigt, valutareserverna hade minskat, inflationen hade fortsatt att stiga medan  korruptionen hade präglat landet byråkratiskt. Regeringen hade tappat kontrollen över landets ekonomi och framför allt politisk stabilitet.
PKI hade också lett ett flertal upprör som ledde till den 30:e September 1965, de hade också försökt att göra upprör mellan den 23:e September och den 28:e September 1965. 

### Relationerna mellan Indonesien och Kommunist-Kina
Under utrikesminister Subandrios besök i Peking, lovade Kinas premiärminister Zhou Enlai 100 000 stycken chung-gevär. Detta erbjudande var villkorslöst och rapporterades sedan till Bung Karno, men man hade ännu inte bestämt ett datum.
I början av 1965 hade Bung Karno (på råd från PKI som ett resultat av Kinas premiärministers erbjudande), haft den idén om en femte styrka oberoende av ABRI(Indonesiens armé). Men höga arméofficerare var inte överens och det orsakade mer misstankar mellan militären och PKI.

### Provokation och instabila interna angelägenheter
Från och med 1963 försökte PKI-ledningen provocera fram konflikter mellan de borgerliga massaktivister, polisen och militären. PKI-ledare infiltrerade också polisen och armén med parollen "gemensamt intresse" för polisen och "folket". PKI-ledaren D.N. Aidit inspirerade slagordet "För fredens skull, måste man hjälpa polisen!". I augusti 1964 uppmanade Aidit alla PKI-medlemmar att befria sig från "sekteriska attityder" mot de väpnade styrkorna och uppmanade alla vänsterförfattare/skribenter och marxist-leninistiska anhängare att göra "massoldater" till föremål för sina verk.
I slutet av 1964 och tidigt 1965 samlades tusentals bönder för att beslagta mark som de inte hade rätt till med PKI:s initiativ. Stora sammandrabbningar bröt ut mellan dem, polisen och markägare.
Dessa sammandrabbningar utlöstes av PKIs stor propaganda som uppgav att alla bönder hade rätt till varje land, oavsett vem (statligt ägd = gemensam egendom). PKI imiterade troligen bolsjevikrevolutionen i Ryssland, där folket och kommunistpartiet konfiskerade Tsarens egendom och distribuerade den till folket.

### Bråket med Malaysia
Den nya malaysiska federationsstaten som bildades den 16 september 1963 troddes vara en av de viktigaste faktorerna i denna händelse.
Sukarno blev otroligt arg när han informerades att indonesiska ambassadkontoret stormades och brändes ner i Malaysia.
Sukarnos order till armén att "Krossa Malaysia" togs ned av generalerna vid den tiden. Å ena sidan ville generallöjtnant Ahmad Yani inte bekämpa Malaysia som har britterna vid sidan med tanken att den indonesiska armén vid den tiden var otillräcklig stark för att slåss i den situationen, medan å andra sidan stabschefen för den indonesiska armén A.H. Nasution stödde Sukarnos förslag, eftersom han var orolig för att den malaysiska frågan skulle ridas av PKI för att stärka sitt inflytande i den politiska arenan i Indonesien..